# Nedyus quadrimaculatus
Nedyus quadrimaculatus – gatunek owada z rzędu chrząszczy. Występuje na rozległych obszarach Europy i Azji. Spotykany jest w wilgotnych lasach i na siedliskach ruderalnych towarzyszących osiedlom. Jest monofagiem żyjącym wyłącznie na pokrzywie zwyczajnej.